# Prêmios da WTA
Os prêmios da WTA (WTA Awards) são os reconhecimentos da Associação de Tênis Feminino para o tênis feminino em várias categorias, realizado após o término de cada temporada. Teve inicio em 1977.

## Principais
| Ano  | Jogadora do ano     | Dupla do ano                          | Jogadora que mais evoluiu | Revelação do ano        | Retorno do ano       |
| ---- | ------------------- | ------------------------------------- | ------------------------- | ----------------------- | -------------------- |
| 2024 | Aryna Sabalenka     | Sara Errani Jasmine Paolini           | Emma Navarro              | Lulu Sun                | Paula Badosa         |
| 2023 | Iga Świątek         | Storm Hunter Elise Mertens            | Zheng Qinwen              | Mirra Andreeva          | Elina Svitolina      |
| 2022 | Iga Świątek         | Barbora Krejčíková Kateřina Siniaková | Beatriz Haddad Maia       | Zheng Qinwen            | Tatjana Maria        |
| 2021 | Ashleigh Barty      | Barbora Krejčíková Kateřina Siniaková | Barbora Krejčíková        | Emma Raducanu           | Carla Suárez Navarro |
| 2020 | Sofia Kenin         | Tímea Babos Kristina Mladenovic       | Iga Świątek               | Nadia Podoroska         | Victoria Azarenka    |
| 2019 | Ashleigh Barty      | Tímea Babos Kristina Mladenovic       | Sofia Kenin               | Bianca Andreescu        | Belinda Bencic       |
| 2018 | Simona Halep        | Barbora Krejčíková Kateřina Siniaková | Kiki Bertens              | Aryna Sabalenka         | Serena Williams      |
| 2017 | Garbiñe Muguruza    | Martina Hingis Chan Yung-jan          | Jeļena Ostapenko          | Catherine Bellis        | Sloane Stephens      |
| 2016 | Angelique Kerber    | Caroline Garcia Kristina Mladenovic   | Johanna Konta             | Naomi Osaka             | Dominika Cibulková   |
| 2015 | Serena Williams     | Martina Hingis Sania Mirza            | Timea Bacsinszky          | Daria Gavrilova         | Venus Williams       |
| 2014 | Serena Williams     | Sara Errani Roberta Vinci             | Eugenie Bouchard          | Belinda Bencic          | Mirjana Lučić-Baroni |
| 2013 | Serena Williams     | Sara Errani Roberta Vinci             | Simona Halep              | Eugenie Bouchard        | Alisa Kleybanova     |
| 2012 | Serena Williams     | Sara Errani Roberta Vinci             | Sara Errani               | Laura Robson            | Yaroslava Shvedova   |
| 2011 | Petra Kvitová       | Květa Peschke Katarina Srebotnik      | Petra Kvitová             | Irina-Camelia Begu      | Sabine Lisicki       |
| 2010 | Kim Clijsters       | Gisela Dulko Flavia Pennetta          | Francesca Schiavone       | Petra Kvitová           | Justine Henin        |
| 2009 | Serena Williams     | Serena Williams Venus Williams        | Yanina Wickmayer          | Melanie Oudin           | Kim Clijsters        |
| 2008 | Serena Williams     | Cara Black Liezel Huber               | Dinara Safina             | Caroline Wozniacki      | Zheng Jie            |
| 2007 | Justine Henin       | Cara Black Liezel Huber               | Ana Ivanović              | Ágnes Szávay            | Lindsay Davenport    |
| 2006 | Amélie Mauresmo     | Lisa Raymond Samantha Stosur          | Jelena Janković           | Agnieszka Radwańska     | Martina Hingis       |
| 2005 | Kim Clijsters       | Lisa Raymond Samantha Stosur          | Ana Ivanović              | Sania Mirza             | Kim Clijsters        |
| 2004 | Maria Sharapova     | Virginia Ruano Pascual Paola Suárez   | Maria Sharapova           | Tatiana Golovin         | Serena Williams      |
| 2003 | Justine Henin       | Virginia Ruano Pascual Paola Suárez   | Nadia Petrova             | Maria Sharapova         | Amélie Mauresmo      |
| 2002 | Serena Williams     | Virginia Ruano Pascual Paola Suárez   | Daniela Hantuchová        | Svetlana Kuznetsova     | Corina Morariu       |
| 2001 | Jennifer Capriati   | Lisa Raymond Rennae Stubbs            | Justine Henin             | Daniela Hantuchová      | Barbara Schwartz     |
| 2000 | Venus Williams      | Serena Williams Venus Williams        | Elena Dementieva          | Dája Bedáňová           | Ivan Majoli          |
| 1999 | Lindsay Davenport   | Martina Hingis Anna Kournikova        | Serena Williams           | Kim Clijsters           | Sabine Appelmans     |
| 1998 | Lindsay Davenport   | Martina Hingis Jana Novotná           | Patty Schnyder            | Serena Williams         | Monica Seles         |
| 1997 | Martina Hingis      | Gigi Fernández Natasha Zvereva        | Amanda Coetzer            | Venus Williams          | Mary Pierce          |
| 1996 | Steffi Graf         | Jana Novotná Arantxa Sánchez Vicario  | Martina Hingis            | Anna Kournikova         | Jennifer Capriati    |
| 1995 | Steffi Graf         | Gigi Fernández Natasha Zvereva        | Chanda Rubin              | Martina Hingis          | Monica Seles         |
| 1994 | Steffi Graf         | Gigi Fernández Natasha Zvereva        | Mary Pierce               | Irina Spîrlea           | Meredith McGrath     |
| 1993 | Steffi Graf         | Gigi Fernández Natasha Zvereva        | Magdalena Maleeva         | Iva Majoli              | Elizabeth Smylie     |
| 1992 | Monica Seles        | Larisa Neiland Natasha Zvereva        | Kimiko Date               | Debbie Graham           | Jenny Byrne          |
| 1991 | Monica Seles        | Gigi Fernández Jana Novotná           | Gabriela Sabatini         | Andrea Strnadová        | Stephanie Reye       |
| 1990 | Steffi Graf         | Jana Novotná Helena Suková            | Monica Seles              | Jennifer Capriati       | Elizabeth Smylie     |
| 1989 | Steffi Graf         | Jana Novotná Helena Suková            | Arantxa Sánchez Vicario   | Conchita Martínez       | Kathy Rinaldi        |
| 1988 | Steffi Graf         | Martina Navratilova Pam Shriver       | Arantxa Sánchez Vicario   | Natalia Zvereva         | Pascale Paradis      |
| 1987 | Steffi Graf         | Martina Navratilova Pam Shriver       | Lori McNeil               | Arantxa Sánchez Vicario | Bettina Bunge        |
| 1986 | Martina Navratilova | Martina Navratilova Pam Shriver       | Steffi Graf               | Stephanie Rehe          | –                    |
| 1985 | Martina Navratilova | Martina Navratilova Pam Shriver       | Helena Suková             | Gabriela Sabatini       | –                    |
| 1984 | Martina Navratilova | Martina Navratilova Pam Shriver       | Kathy Jordan              | Manuela Maleeva         | –                    |
| 1983 | Martina Navratilova | Martina Navratilova Pam Shriver       | Andrea Temesvári          | Carling Bassett         | –                    |
| 1982 | Martina Navratilova | Martina Navratilova Pam Shriver       | Sabina Simmonds           | Zina Garrison           | –                    |
| 1981 | Chris Evert-Lloyd   | Martina Navratilova Pam Shriver       | Barbara Potter            | Kathy Rinaldi           | –                    |
| 1980 | Tracy Austin        | Kathy Jordan Anne Smith               | Hana Mandlíková           | Andrea Jaeger           | –                    |
| 1979 | Martina Navratilova | Billie Jean King Martina Navratilova  | Sylvia Hanika             | Kathy Jordan            | –                    |
| 1978 | Martina Navratilova | Billie Jean King Martina Navratilova  | Virginia Ruzici           | Pam Shriver             | –                    |
| 1977 | Virginia Wade       | Martina Navratilova Betty Stöve       | Wendy Turnbull            | Tracy Austin            | –                    |

## Treinador do ano
| Ano  | Nome                | Jogadora treinada |
| ---- | ------------------- | ----------------- |
| 2024 | Renzo Furlan        | Jasmine Paolini   |
| 2023 | Tomasz Wiktorowski  | Iga Świątek       |
| 2022 | David Witt          | Jessica Pegula    |
| 2021 | Conchita Martinez   | Garbiñe Muguruza  |
| 2020 | Piotr Sierzputowski | Iga Świątek       |
| 2019 | Craig Tyzzer        | Ashleigh Barty    |
| 2018 | Sascha Bajin        | Naomi Osaka       |

## Secundários
O prêmio Peachy Kellmeyer Player Service recebe o nome de Peachy Kellmeyer, ex-jogadora e primeira diretora do circuito Virginia Slims (precursor do circuito WTA). Em 2020, o prêmio foi entrega a todos os membros do conselho de jogadores da WTA, pois o grupo "trabalhou diligentemente discutindo propostas e obtendo feedback para ajudar o circuito a retornar com segurança e sucesso, tudo com um compromisso dedicado aos outros jogadores", a suspensão do calendário devido à pandemia de COVID-19.
O prêmio de Esportividade Karen Krantzcke Sportsmanship (Karen Krantzcke Sportsmanship) recebe o nome de Karen Krantzcke, tenista australiana que morreu de ataque cardíaco enquanto praticava corrida, aos 31 anos, em 11 de abril de 1977. Atualmente, este e o Peachy Kellmeyer Player Service são dados exclusivamente após a votação das tenistas.
O prêmio Jerry Diamond Aces levou o nome do falecido Jerry Diamond (em um trocadilho com o sobrenome, que se traduziria para aces de diamante), pioneiro da WTA, concedido à jogadora que se doa para promover o jogo de tênis dentro e fora das quadras. Não ocorre desde 2019.
| Ano  | Peachy Kellmeyer Player Service | Esportividade Karen Krantzcke | Jerry Diamond Aces      | Georgina Clark Mother   |
| ---- | --- | ----------------------------- | ----------------------- | ----------------------- |
| 2024 | Ons Jabeur | Ons Jabeur                    | Aryna Sabalenka         | –                       |
| 2023 | Ons Jabeur | Ons Jabeur                    | Jessica Pegula          | –                       |
| 2022 | Gabriela Dabrowski | Ons Jabeur                    | Maria Sakkari           | Mary Carillo            |
| 2021 | Kristie Ahn | Carla Suárez Navarro          | –                       | Judy Murray             |
| 2020 | Kristie Ahn Gabriela Dabrowski Madison Keys Johanna Konta Aleksandra Krunić Christina McHale Kristina Mladenovic Anastasia Pavlyuchenkova Sloane Stephens Donna Vekić | Marie Bouzková                | –                       | –                       |
| 2019 | Gabriela Dabrowski | Petra Kvitová                 | Kiki Bertens            | Chris Evert             |
| 2018 | Bethanie Mattek-Sands | Petra Kvitová                 | Elina Svitolina         | Evonne Goolagong Cawley |
| 2017 | Lucie Šafářová | Petra Kvitová                 | Angelique Kerber        | –                       |
| 2016 | Lucie Šafářová | Petra Kvitová                 | Simona Halep            | Yulia Berberian-Maleeva |
| 2015 | Lucie Šafářová | Petra Kvitová                 | Caroline Wozniacki      | Ingrid Löfdahl-Bentzer  |
| 2014 | Lucie Šafářová | Petra Kvitová                 | Petra Kvitová           | Françoise Dürr          |
| 2013 | Venus Williams | Petra Kvitová                 | Victoria Azarenka       | –                       |
| 2012 | Venus Williams | Kim Clijsters                 | Victoria Azarenka       | Gladys Heldman          |
| 2011 | Francesca Schiavone | Petra Kvitová                 | Caroline Wozniacki      | Judy Tegart-Dalton      |
| 2010 | Kim Clijsters | Elena Dementieva              | Samantha Stosur         | Ann Haydon-Jones        |
| 2009 | Liezel Huber | Kim Clijsters                 | Elena Dementieva        | –                       |
| 2008 | Liezel Huber | Elena Dementieva              | Ana Ivanović            | –                       |
| 2007 | Liezel Huber | Ana Ivanović                  | Jelena Janković         | –                       |
| 2006 | Kim Clijsters | Kim Clijsters                 | Svetlana Kuznetsova     | –                       |
| 2005 | Liezel Huber | Kim Clijsters                 | Anastasia Myskina       | –                       |
| 2004 | Nicole Pratt | Lindsay Davenport             | Anastasia Myskina       | –                       |
| 2003 | Kim Clijsters | Kim Clijsters                 | –                       | –                       |
| 2002 | não aconteceu | Kim Clijsters                 | –                       | –                       |
| 2001 | Nicole Pratt | Kim Clijsters                 | Martina Hingis          | –                       |
| 2000 | Nicole Pratt | Kim Clijsters                 | Martina Hingis          | –                       |
| 1999 | Nicole Pratt | Ai Sugiyama                   | Lindsay Davenport       | –                       |
| 1998 | Joannette Kruger | Yayuk Basuki                  | Lindsay Davenport       | –                       |
| 1997 | Katrina Adams | Amanda Coetzer                | Amanda Coetzer          | –                       |
| 1996 | Katrina Adams | Yayuk Basuki                  | Gabriela Sabatini       | –                       |
| 1995 | Marianne Werdel | Amanda Coetzer                | Arantxa Sánchez Vicario | –                       |
| 1994 | Marianne Werdel | Kimberly Po                   | –                       | –                       |
| 1993 | Pam Shriver | Nicole Arendt                 | –                       | –                       |
| 1992 | Elise Burgin | Jill Hetherington             | –                       | –                       |
| 1991 | Kathy Jordan | Judith Wiesner                | –                       | –                       |
| 1990 | Wendy Turnbull | Mercedes Paz                  | –                       | –                       |
| 1989 | Mercedes Paz | Gretchen Magers               | –                       | –                       |
| 1988 | Candy Reynolds | Svetlana Parkhomenko          | –                       | –                       |
| 1987 | Chris Evert | Anne Minter                   | –                       | –                       |
| 1986 | Marcella Mesker | Peanut Louie-Harper           | –                       | –                       |
| 1985 | Chris Evert-Lloyd | Peanut Louie-Harper           | –                       | –                       |
| 1984 | Kim Shaefer | Marcella Mesker               | –                       | –                       |
| 1983 | Lele Forood | Sharon Walsh-Pete             | –                       | –                       |
| 1982 | Diane Desfor | Nancy Yeargin                 | –                       | –                       |
| 1981 | Barbara Jordan | Diane Desfor                  | –                       | –                       |
| 1980 | Diane Desfor | Evonne Cawley                 | –                       | –                       |
| 1979 | Edy McGoldrick | Chris Evert-Lloyd             | –                       | –                       |
| 1978 | Trish Faulkner | Evonne Cawley                 | –                       | –                       |
| 1977 | Jim Bainbridge | –                             | –                       | –                       |

| Ano  | Espírito do Tênis |
| ---- | ----------------- |
| 2024 | Pam Whytcross     |

## Torneios do ano

### Presente–2021: 1000, 500, 250 e 125
| Ano  | WTA 1000     | WTA 500         | WTA 250                                    | WTA 125 |
| ---- | ------------ | --------------- | ------------------------------------------ | ------- |
| 2024 | Indian Wells | Charleston      | Hong Kong                                  | Båstad  |
| 2023 | Indian Wells | Charleston      | Cluj-Napoca                                | Båstad  |
| 2022 | Indian Wells | Charleston      | Cluj-Napoca                                | Båstad  |
| 2021 | Indian Wells | São Petersburgo | Melbourne (Phillip Island Trophy) Tenerife | –       |

### 2020–2009: Premier e International
Entre 2013 e 2009, as categorias Premier Mandatory, Premier 5 e Premier eram juntas, na categoria Premier.
| Ano  | Premier Mandatory   | Premier 5           | Premier                   | International                                                              |
| ---- | ------------------- | ------------------- | ------------------------- | -------------------------------------------------------------------------- |
| 2020 | não houve premiação | não houve premiação | não houve premiação       | não houve premiação                                                        |
| 2019 | Indian Wells        | Dubai               | São Petersburgo Stuttgart | Acapulco Auckland                                                          |
| 2018 | Indian Wells        | Roma                | São Petersburgo           | Hong Kong                                                                  |
| 2017 | Indian Wells        | Roma                | Stuttgart                 | Acapulco                                                                   |
| 2016 | Indian Wells        | Roma                | Stuttgart                 | Acapulco (Américas) Auckland (Ásia/Pacífico) Båstad (Europa/Oriente Médio) |
| 2015 | Indian Wells        | Dubai               | Stuttgart                 | Acapulco (Américas) Auckland (Ásia/Pacífico) Båstad (Europa/Oriente Médio) |
| 2014 | Indian Wells        | Cincinnati          | Stuttgart                 | Acapulco (Américas) Auckland (Ásia/Pacífico) Båstad (Europa/Oriente Médio) |
| 2013 | Indian Wells        | Indian Wells        | Indian Wells              | Acapulco                                                                   |
| 2012 | Stuttgart           | Stuttgart           | Stuttgart                 | Båstad                                                                     |
| 2011 | Stuttgart           | Stuttgart           | Stuttgart                 | Acapulco                                                                   |
| 2010 | Stuttgart           | Stuttgart           | Stuttgart                 | Pattaya                                                                    |
| 2009 | Indian Wells        | Indian Wells        | Indian Wells              | Acapulco                                                                   |

### 2009–1995: Tier
| Ano  | Tier I e II  | Tier III, IV e V |
| ---- | ------------ | ---------------- |
| 2008 | Stuttgart    | Bali             |
| 2007 | Stuttgart    | Bali             |
| 2006 | Indian Wells | Acapulco         |
| 2005 | Indian Wells | Quebec           |
| 2004 | Miami        | Acapulco Quebec  |
| 2003 | Moscou       | Gold Coast       |
| 2002 | Dubai        | Acapulco         |
| 2001 | Dubai        | Acapulco         |
| 2000 | Montreal     | Quebec           |
| 1999 | Toronto      | Quebec           |
| 1998 | Montreal     | Quebec           |
| 1997 | Indian Wells | Quebec           |
| 1996 | Carlsbad     | Quebec           |
| 1995 | Miami        | Quebec           |

## Favoritos do torcedor

### Tenistas
| Ano     | Jogadora            | Dupla                              | Jogadora mais popular | Jogadora que mais evoluiu | Humanitária do Ano |
| ------- | ------------------- | ---------------------------------- | --------------------- | ------------------------- | ------------------ |
| 2024    | Zheng Qinwen        | Sara Errani Jasmine Paolini        | –                     | –                         | –                  |
| 2023–21 | –                   | –                                  | –                     | –                         | –                  |
| 2020    | Iga Świątek         | –                                  | –                     | –                         | –                  |
| 2019    | Simona Halep        | –                                  | –                     | –                         | –                  |
| 2018    | Simona Halep        | –                                  | –                     | –                         | –                  |
| 2017    | Simona Halep        | –                                  | –                     | –                         | –                  |
| 2016    | Agnieszka Radwańska | –                                  | Angelique Kerber      | –                         | –                  |
| 2015    | Agnieszka Radwańska | Serena Williams Caroline Wozniacki | Simona Halep          | –                         | –                  |
| 2014    | Agnieszka Radwańska | Sara Errani Roberta Vinci          | Simona Halep          | –                         | –                  |
| 2013    | Agnieszka Radwańska | Ekaterina Makarova Elena Vesnina   | Serena Williams       | –                         | –                  |
| 2012    | Agnieszka Radwańska | Serena Williams Venus Williams     | Victoria Azarenka     | –                         | –                  |
| 2011    | Agnieszka Radwańska | Victoria Azarenka Maria Kirilenko  | –                     | Petra Kvitová             | –                  |
| 2010    | Maria Sharapova     | Serena Williams Venus Williams     | –                     | –                         | Maria Sharapova    |
| 2009    | Elena Dementieva    | Serena Williams Venus Williams     | –                     | –                         | –                  |
| 2008    | –                   | –                                  | –                     | –                         | Ana Ivanović       |
| 2007    | –                   | –                                  | –                     | –                         | Liezel Huber       |
| 2006    | –                   | –                                  | –                     | –                         | Kim Clijsters      |
| 2005    | –                   | –                                  | –                     | –                         | Liezel Huber       |

### Momento do torcedor
| Ano  | Nome                    |
| ---- | ----------------------- |
| 2024 | A Barbie da Naomi Osaka |

### Momento divertido
| Ano  | Nome                      |
| ---- | ------------------------- |
| 2024 | O tiramisu de Iga Świątek |

### Melhor momento em WTA 1000
| Ano  | Nome                               |
| ---- | ---------------------------------- |
| 2024 | Iga Świątek conquista Madri e Roma |

### Melhor momento em WTA 500
| Ano  | Nome                                  |
| ---- | ------------------------------------- |
| 2024 | Título de Elena Rybakina em Stuttgart |

### Melhor momento em WTA 250
| Ano  | Nome                              |
| ---- | --------------------------------- |
| 2024 | Título de Zheng Qinwen em Palermo |

### Jogos

#### Jogada do ano
| Ano     | Jogadora                         | Torneio       | Fase | Vídeo |
| ------- | -------------------------------- | ------------- | ---- | ----- |
| 2024    | Zheng Qinwen                     | Wuhan         | F    | [ 2 ] |
| 2023–22 | –                                | –             | –    | –     |
| 2021    | Simona Halep                     | Cluj-Napoca 2 | 1R   | [ 3 ] |
| 2021    | Gabriela Dabrowski Luisa Stefani | San José      | SF   | [ 3 ] |
| 2020    | Magda Linette                    | Hua Hin       | 2R   |       |
| 2019    | Iga Świątek                      | Lugano        | SF   |       |
| 2018    | Simona Halep                     | Miami         | 3R   |       |
| 2017    | Agnieszka Radwańska              | Wuhan         | 2R   |       |
| 2016    | Agnieszka Radwańska              | Indian Wells  | 3R   |       |
| 2015    | Agnieszka Radwańska              | WTA Finals    | F    |       |
| 2014    | Agnieszka Radwańska              | Montreal      | SF   |       |
| 2013    | Agnieszka Radwańska              | Miami         | QF   |       |

#### Jogo do ano
| Ano     | Jogo                                     | Torneio                  | Fase | Resultado       | Vídeo |
| ------- | ---------------------------------------- | ------------------------ | ---- | --------------- | ----- |
| 2024    | Iga Świątek vs. Aryna Sabalenka          | Madri                    | F    | 7–5, 4–6, 7–67  |       |
| 2023–21 | –                                        | –                        | –    | –               | –     |
| 2020    | Simona Halep vs. Elena Rybakina          | Dubai                    | F    | 3–6, 6–3, 7–65  |       |
| 2019    | Naomi Osaka vs. Bianca Andreescu         | Pequim                   | QF   | 5–7, 6–3, 6–4   |       |
| 2018    | Simona Halep vs. Sloane Stephens         | Montreal                 | F    | 7–66, 3–6, 6–4  |       |
| 2017    | Caroline Garcia vs. Elina Svitolina      | Pequim                   | QF   | 56–7, 7–5, 7–66 |       |
| 2016    | Angelique Kerber vs. Petra Kvitová       | Wuhan                    | 3R   | 106–7, 7–5, 6–4 |       |
| 2015    | Agnieszka Radwańska vs. Garbiñe Muguruza | WTA Finals               | SF   | 56–7, 6–3, 7–5  |       |
| 2014    | Serena Williams vs. Caroline Wozniacki   | WTA Finals               | SF   | 2–6, 6–3, 7–66  |       |
| 2013    | Maria Sharapova vs. Victoria Azarenka    | Torneio de Roland Garros | SF   | 6–1, 2–6, 6–4   |       |

#### Jogo do Grand Slam do ano
| Ano  | Jogo                                       | Torneio                  | Fase | Resultado      | Vídeo |
| ---- | ------------------------------------------ | ------------------------ | ---- | -------------- | ----- |
| 2020 | Victoria Azarenka vs. Serena Williams      | US Open                  | SF   | 1–6, 6–3, 6–3  |       |
| 2019 | Naomi Osaka vs. Petra Kvitová              | Australian Open          | F    | 7–62, 5–7, 6–4 |       |
| 2018 | Simona Halep vs. Angelique Kerber          | Australian Open          | SF   | 6–3, 4–6, 9–7  |       |
| 2017 | Maria Sharapova vs. Simona Halep           | US Open                  | 1R   | 6–4, 4–6, 6–3  |       |
| 2016 | Dominika Cibulková vs. Agnieszka Radwańska | Torneio de Wimbledon     | 4R   | 6–3, 5–7, 9–7  |       |
| 2015 | Victoria Azarenka vs. Angelique Kerber     | US Open                  | 3R   | 7–5, 2–6, 6–4  |       |
| 2014 | Maria Sharapova vs. Simona Halep           | Torneio de Roland Garros | F    | 6–4, 56–7, 6–4 |       |
| 2013 | Maria Sharapova vs. Victoria Azarenka      | Torneio de Roland Garros | SF   | 6–1, 2–6, 6–4  |       |

### Vídeo
| Ano  | Título                                                                                 |
| ---- | -------------------------------------------------------------------------------------- |
| 2016 | WTA Emoji Challenge 2.0                                                                |
| 2015 | WTA Emoji Challenge                                                                    |
| 2014 | 2014 WTA Finals \| Best Moments                                                        |
| 2013 | WTA 40 LOVE Story presented by Xerox \| Episode 10: 2013 - 40th Anniversary of the WTA |
| 2012 | Agnieszka Radwanska Bee Killer.                                                        |

### Live
| Ano  | Título                                                                            |
| ---- | --------------------------------------------------------------------------------- |
| 2014 | 2014 WTA Live from the Red Carpet presented by Xerox from WTA Pre-Wimbledon Party |
| 2013 | WTA Live All Access Hour presented by Xerox \| 2013 Western & Southern Open       |

### Torneio
| Ano  | Torneio    |
| ---- | ---------- |
| 2014 | WTA Finals |

### Redes sociais
| Ano  | Facebook            | Twitter            |
| ---- | ------------------- | ------------------ |
| 2015 | Maria Sharapova     | Maria Sharapova    |
| 2014 | Maria Sharapova     | Caroline Wozniacki |
| 2013 | Maria Sharapova     | Maria Sharapova    |
| 2012 | Agnieszka Radwańska | Caroline Wozniacki |